# Haga damm
Haga damm är en sjö i Svenljunga kommun i Västergötland och ingår i Viskans huvudavrinningsområde.